# Adult Swim
Adult Swim également mentionné sous la forme typographique [adult swim], est une chaîne de télévision payante américaine créée le 2 septembre 2001. Réservée aux adultes, la chaîne fait partie du groupe Warner Bros. Discovery. La chaîne produit des programmes originaux et diffuse essentiellement des dessins animés que sa chaîne soeur Cartoon Network ne souhaite pas diffuser, comme les animes peu destiné au jeune public, le catalogue des séries de Williams Street Productions, OAV, musiques et des émissions télévisées. En 2013, Aqua Teen Hunger Force est la série la plus longtemps diffusée sur la chaîne.

## Histoire

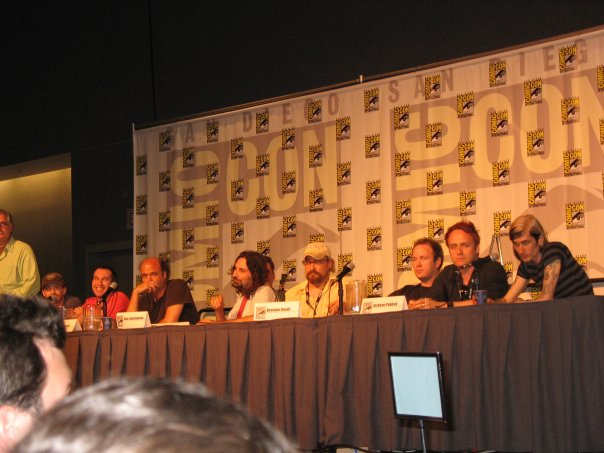
Créateurs et scénaristes de la chaîne Adult Swim au San Diego Comic Con 2006. De gauche à droite : Keith Crofford, Seth Green, Matthew Senreich, Scott Adsit, Dino Stamatopoulos, Tommy Blacha, Brendon Small, Jackson Publick et Doc Hammer.

Adult Swim est créé à partir d'un programme constitué de séries d'animation pour adolescents et jeunes adultes sur la chaîne américaine Cartoon Network diffusé dès 23 h dans la soirée. La chaîne diffuse dès lors des courts-métrages tels que ToonHeads et Late Night Black and White, non-censurés. Space Ghost Coast to Coast, l'une des premières émissions diffusées sur Cartoon Network est réalisée en 1994 uniquement pour être diffusée dans la soirée. La série est produite par Ghost Planet Industries, renommées par la suite Williams Street Studios, puis deviennent finalement producteurs et programmeurs sur Adult Swim. Durant les matinées de décembre 2000, de nombreuses séries Williams Street font leur apparition. Les émissions Sealab 2021, Harvey Birdman, Attorney at Law, Aqua Teen Hunger Force et The Brak Show ont été diffusées sans être annoncées,.
Adult Swim est initialement lancé aux États-Unis le 2 septembre 2001 avec la diffusion en avant-première d'un épisode de Home Movies qui devait être originellement diffusé sur la chaîne UPN ; des années plus tard, il était habituel de voir des épisodes diffusés en avant-première sur Adult Swim avant leur diffusion originale sur les autres chaînes. Le programme est diffusé chaque samedi matin, et une rediffusion du même programme se fait chaque samedi soir.
Le nom du programme s'est inspiré du « grand bassin » dans les piscines publiques, que les enfants ne peuvent habituellement pas emprunter.
Le 28 mars 2005, la société Turner Broadcasting localisée à Atlanta retire Adult Swim de la chaîne Cartoon Network ; de cette manière, Nielsen Media Research transforme ce programme en chaîne de télévision pour des questions d'audience. Adult Swim est diffusée d'une manière similaire à Nick at Nite. La chaîne est programmée par Williams Street Studios, une société sœur de Turner Broadcast Network, qui a également créée Toonami et Miguzi. Elle diffuse des séries d'animation américaines ciblant les adultes. Elle diffuse également quelques animes japonais, des OAV et des films. Adult Swim cible principalement les téléspectateurs âgés de la vingtaine et la trentaine. Selon un article du magazine Promo du 1er septembre 2004, Adult Swim a fait sa promotion dans plus d'une trentaine d'universités à travers les États-Unis.
Adult Swim possède un impact et un rôle direct dans la popularité de certaines séries pour adultes comme Les Griffin, Futurama et Les Oblong. Le 20 avril 2003, les premiers épisodes des Griffin sont diffusées sur Adult Swim et devient l'émission la plus regardée dans la nuit avec une audience grimpant de 239 %,. Le 29 mars 2004, quasiment un an après la suppression de la série sur les ondes, Fox annonce une quatrième saison des Griffin. Peu de temps après cette annonce, Jim Samples, vice-président exécutif de Cartoon Network, commente qu'« avoir ramené Les Griffin sur Adult Swim durant avril, a aidé la série à se populariser massivement chez les jeunes adultes. » Futurama a également repris en 2007 sur Comedy Central pour des raisons similaires : l'audience montante et les ventes à succès des DVD. Adult Swim obtient les droits exclusifs de diffusion de Futurama' en mars 2002 pour un total de dix millions de dollars, bien que la série ait été diffusée sur la chaîne en janvier 2002. En 2006, Twentieth Television conclut un marché pour la réalisation de direct-to-video animés basés sur Futurama, et la série reprend en 2009 sur Comedy Central avec des épisodes d'une demi-heure,. Angus Oblong, créateur des Oblong, explique que de nouveaux épisodes seraient diffusés sur Adult Swim. Chez Adult Swim, il est expliqué, le 4 juillet 2010, qu'à la demande de nouveaux épisodes « certains ont dit oui, d'autres non. »
Le premier anime diffusé sur Adult Swim est Cowboy Bebop, le samedi 2 septembre 2001, au premier lancement du programme,. Le 27 décembre 2010, un total de neuf heures de diffusion sont consacrées à la chaîne.
Elle a une déclinaison canadienne.

### Identité visuelle (logo)

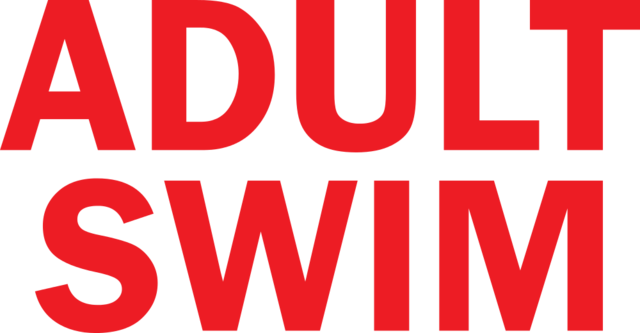
Logo de 2001 à 2002.
Logo de 2002 à 2003.
Logo depuis 2003.

## Europe

### France
Le 8 avril 2015, Adult Swim arrive sur Enorme TV diffusant Black Jesus (pendant les premiers mois), Loiter Squad et Robot Chicken. L'émission est diffusée quotidiennement à 19 h. Fin juin 2016, le bloc disparaît à son tour d'Enorme TV.
Le 16 mai 2019, Turner France annonce via leur compte Twitter la saison 4 de Rick & Morty et en même temps l'arrivée de la chaîne [adult swim] en juillet en France, jusque là indisponible au pays, Turner France annoncera prochaine la disponibilité de la chaîne ainsi que ses programmes.
Le 12 juin 2019, il est annoncé que Adult Swim sera diffusé en juillet en tant que programme sur la chaîne Toonami (devenue depuis Warner TV Next), de 23 h à 2 h du matin, avec en exclusivité les saisons 6 à 8 de Robot Chicken doublé en français. Adult Swim proposera aussi un service de SVOD avec du contenu inédit.
Depuis le 24 juillet 2019, Adult Swim est diffusé quotidiennement sur la chaîne Toonami, de 23 h à 2 h. Le service de SVOD est disponible sur Molotov TV, Free, et Canal+ jusqu'au 22 avril 2021.

### Suisse
Le 4 mars 2011, la chaîne lance une fenêtre de programme en Suisse romande diffusée chaque jour entre 23 h et 1 h sur le canal de Cartoon Network, sur les principaux réseaux câblés. Cette fenêtre n'est pas diffusée par satellite.

### Royaume-Uni
Toonami fut lancé au Royaume-Uni le 26 septembre 2003 en remplacement de CNX, qui visait un public adulte. Le 24 mai 2007, Cartoon Network Too remplace Toonami.

## Programmes
Adult Swim est une chaîne qui s'est popularisée à l'aide de séries animées cultes telles que The Venture Bros., Metalocalypse, Squidbillies (en), Robot Chicken, Black Dynamite et Aqua Teen Hunger Force. Quelques-unes de leurs émissions sont des remakes ou rediffusions des courts-métrages originaux Hanna-Barbera comme Harvey Birdman: Attorney at Law, Sealab 2021 (en) et Space Ghost Coast to Coast, qui ont leur propres séries dérivées : The Brak Show (en). Adult Swim s'est également popularisé grâce à des séries comme Les Griffin, Les Rois du Texas, American Dad!, The Cleveland Show, Les Oblong, The Boondocks et The Mighty Boosh.
Des séries d'animation japonaise ont également été diffusées incluant dans le programme Toonami. Des programmes originaires de Cartoon Network comme Star Wars: The Clone Wars, ThunderCats et Sym-Bionic Titan ont été rediffusés sur la chaîne[pertinence contestée].
Plus récemment, la chaîne a commencé à produire et diffuser des séries comiques en prise de vue réelle, avec une sensibilité souvent proche des webséries absurdes[réf. souhaitée]. La chaîne a ainsi diffusé Childrens Hospital, une parodie de feuilletons hospitaliers, mais aussi Delocated (en), une fausse émission de télé-réalité sur un homme bénéficiant du régime de la protection des témoins qui veut devenir une star mais qui fait face à des tueurs à gages, NTSF:SD:SUV:: (en) (série policière et d'espionnage parodiant Les Experts, NCIS : Enquêtes spéciales et 24 heures chrono), Eagleheart (les enquêtes surréalistes d'un marshal incarné par Chris Elliott), The Eric André Show, The Heart, She Holler (en) (soap opera dans un Sud profondément bourré de préjugés, marqué par l'influence de David Lynch), Newsreaders ainsi que plusieurs créations de Tim Heidecker et Eric Wareheim. La chaîne comporte également une case à quatre heures du matin réservée à des programmes expérimentaux surprises[pertinence contestée], annoncés comme des infomercials. L'un d'entre eux, Too Many Cooks est devenu une vidéo virale visualisée des millions de fois sur Internet[réf. souhaitée].